# Philippe Ogaki
Philippe Ogaki est un dessinateur de bande dessinée français, né en 1977 à Agen (France). Il est d'origine japonaise.

## Biographie
Philippe Ogaki est marié à Patricia Lyfoung, avec qui il collabore sur la bande dessinée Les Mythics.

## Albums

### Les Guerriers du silence
- Tome 1 : Point rouge (2005)
- Tome 2 : La Marchandhomme (2006)
- Tome 3 : Le Fou des montagnes (2007)
- Tome 4 : Le Tombeau Absourate (2008)

### Météors
- Tome 1 : Le Règne digital avec Fred Duval (2008)
- Tome 2 : Les Neoquantiques avec Fred Duval (2009)
- Tome 3 : La Faille de Karpov avec Fred Duval (2010)

### Azur
- Tome 1 : Providence (2011)
- Tome 2 : L'Oiseau sacré (2011)
- Tome 3 : La Déesse Orc (2012)
- Tome 4 : La Reine blanche (2013)

### Terra prime
Delcourt
- Tome 1 : La Colonie (2015)
- Tome 2 : Déicide (2016)
- Tome 3 : Deuil (2017)
- Tome 4 : Le Dieu (2018)

### Les Mythics
Scénario avec Patrick Sobral et Patricia Lyfoung, couleurs Magali Piallat, Delcourt
1. Yuko (mars 2018, dessin Jenny et Mister Choco Man, couleur Magali Paillat et Valériane Duvivier)
2. Parvati (juin 2018, dessin Alice Picard, couleur Magali Paillat)
3. Amir (septembre 2018, dessin Philippe Ogaki, couleur Magali Paillat)
4. Abigail (novembre 2018, dessin Dara, couleur Magali Paillat)
5. Miguel (janvier 2019, dessin et couleur Jérôme Alquié)
6. Neo (mars 2019, dessin Frédéric Charve, couleur Magali Paillat)
7. Hong Kong (septembre 2019, dessin Alice Picard, couleur Magali Paillat)
8. Saint-Pétersbourg (octobre 2019, dessin Zimra,couleur Magali Paillat)
9. Stonehenge (mars 2020, dessin et couleur Jérôme Alquié)
10. Chaos (août 2020, dessin Jenny, couleur Magali Paillat)
11. Luxure (novembre 2020, dessin Dara, couleur Magali Paillat)
12. Envie (avril 2021, dessin Alice Picard, couleur Magali Paillat)
13. Paresse (septembre 2021, dessin Zimra, couleur Magali Paillat)
14. Avarice (novembre 2021, dessin Rachele, couleur Magali Paillat)
15. Gourmandise (avril 2022, dessin Alice Picard, couleur Magali Paillat)
16. Orgueil (août 2022, dessin Dara, couleur Magali Paillat)
17. Colère (novembre 2022, dessin Alice Picard, couleur Magali Paillat)
18. Le pardon (mai 2023, dessin Miya, couleur Magali Paillat)
19. Hypérion (septembre 2023, dessin Rachele, couleur Magali Paillat)
20. Thétys (novembre 2023, dessin Guillaume Lapeyre, Alexandre Desmassias, couleur Magali Paillat)
21. Océanos (mai 2024, dessin Miya, couleur Magali Paillat)
22. Cronos (août 2024, dessin Miya, couleur Magali Paillat)
23. Théia (novembre 2024, dessin Philippe Ogaki, couleur Magali Paillat)
24. Réha (mai 2025, dessin Miya, couleur Magali Paillat)

### Astra Saga
Scénario et dessin Philippe Ogaki, Delcourt
1. L'or des dieux (août 2021, assistant dessin Alexis Coridun, couleur Agnès Loup, Soryanna Lansac, Arturo Perez Orts, et assistant 3D : Yvan Roche)
2. Le Sang des dieux (août 2022, assistant dessin Arturo Perez Orts, couleur Agnès Loup, Arturo Perez Orts, Sanoe, Guduf et assistant 3D : Yvan Roche)
3. La Terre des géants (juillet 2024, assistant dessin Arturo Perez Orts, couleur Agnès Loup, Arturo Perez Orts, Guillaume Dufhilo, Yvan Roche et assistant 3D : Yvan Roche)
4. [à paraître]